# マリウス・パスケヴィシャス
マリウス・パスケヴィシャス（ラテン語: Marius Paškevičius、1979年10月31日 - ）はリトアニアのビリニュス出身の男子柔道家。身長198cm。体重115kg。

## 来歴
柔道は9歳の時に始めた。シドニーオリンピック100kg級では初戦で敗れた。2009年の世界選手権100kg超級で3位となった。ロンドンオリンピックでは初戦で敗れた。

## 主な戦績
100kg級での戦績
- 1998年 - ヨーロッパジュニア　2位
- 1999年 - アメリカ国際　優勝
- 2000年 - ロシア国際　2位
- 2000年 - ブルガリア国際　優勝

100kg超級での戦績
- 2006年 - 世界学生　2位
- 2009年 - 世界選手権　3位
- 2011年 - ワールドカップ・タリン　優勝
- 2011年 - グランプリ・アムステルダム　2位
- 2012年 - ヨーロッパ選手権　3位
- 2012年 - グランプリ・青島　優勝
- 2013年 - ヨーロッパオープン・タリン　優勝
- 2013年 - 世界軍人選手権大会　3位
- 2014年 - グランプリ・サムスン　優勝
- 2014年 - ヨーロッパ選手権　3位
- 2014年 - グランプリ・ブダペスト　2位
- 2014年 - 世界選手権　7位